# Amaroria
Amaroria, monotipki biljni rod iz porodice gorkuničevki. Jedina vrsta je drvo A. soulameoides, fidžijski endem s otoka Vanua Levu (planine Muthuata)

## Sinonimi
- Soulamea soulameoides (A.Gray) Noot.